# Тёмная Лига Справедливости
Тёмная Лига справедливости (англ. Justice League Dark) — команда супергероев, которая появляется во вселенной DC Comics. Она впервые появляется в комиксе под названием «Тёмная Лига справедливости № 1» (28 сентября 2011 года) и была создана Питером Миллиганом. Изначально в команду входили Джон Константин, Мадам Ксанаду, Мертвец, Шейд (Изменяющийся Человек) и Затанна. Команда состоит из персонажей вселенной DC, обладающих сверхъестественными силами.

## Биография
Из-за неизвестных событий Чародейка была внезапно отделена от своей человеческой сущности Джун Мун, что приводит её в ярость. Начинают происходить различные магические происшествия, которые сеют хаос по всему миру, в то время как Чародейка пытается отыскать Джун. Даже Лига справедливости не смогла остановить её.
В то время как Ксанаду предпринимает попытки собрать различных магических героев, Джун оказывается на пороге дома Доуна Грейнджера (англ. Dawn Granger), которая является супергероем Голубем и подругой Мертвеца. Мертвец хочет помочь девушке и пытается защитить её от Чаровницы. Из-за стресса в его отношениях с Голубем у него начинают появляться чувства к Джун. Между тем Затанна пытается с помощью заклинания подчинить Чаровницу, но ей не удаётся это сделать, в результате чего она попадает в магическую ловушку, из которой её вытаскивает Константин. Шейд был первым, кто соглашается работать с Ксанаду, вместе они пытаются пригласить других героев в команду, но это не даёт никаких результатов, тем временем Чаровница приближается к Джун и Мертвецу.
Когда Чаровница наконец-то находит Джун, Мертвец пытается защитить, но ему не удаётся это сделать и Чаровница берёт её в плен. Команда впервые встречается в их заключительном сражении с Чаровницей, которое заканчивается, когда Константин с помощью заклинания вновь объединяет Чаровницу с Джун Мун. После того как Джон успешно заканчивает их слияние, её безумство прекращается. Когда Ксанаду в очередной раз пытается сплотить их вместе как команду, они все отказываются.

### Восстание вампиров
После их сражения с Чаровницей, Константин, Шейда, Мертвец и Затанна начинают видеть ужасные кошмары, после чего навещают Ксанаду в её волшебном магазине. Она говорит им, что это не кошмары, а проблески будущего, которые могли произойти, если бы она не собрала их всех вместе для противостояния Чаровнице. Она говорит, что им лучше держаться вместе, как одна команда, чтобы предотвратить будущие угрозы. Неожиданно Ксанаду поражает сильная боль, так как она чувствует тревогу в магическом мире. Она почувствовала смерть вампира Эндрю Беннета (англ. Andrew Bennett) в Готэм-сити, что приводит к воскрешению Каина (англ. Cain), который является первым и самым могущественным вампиром.
Всем героям приходится объединиться в Тёмную Лигу справедливости, чтобы остановить апокалипсис. Затанна вместе с частью Лиги отправляется в Готэм, чтобы противостоять армии воинов Каина, которую он взял под свой контроль у Мэри, Кровавой королевы, любовницы Эндрю. Тем временем Константин и Мертвец отправляются в загробный мир, чтобы вернуть Беннета, сначала им не удаётся уговорить его, но в конце концов он возвращается с богоподобной силой. Беннет обезглавливает Каина и берёт под контроль армию вампиров, делая их спокойными. Константин говорит Беннету, что они придут за ним, если он им понадобится в команде, после чего Беннет обещает, что когда придёт время, он обязательно окажет помощь команде.

### Чёрная Комната
Стив Тревор из А.Р.Г.У.С.'а (англ. A.R.G.U.S.) приходит к Константину и просит его о помощи. Он просит разыскать Доктора Мглу (англ. Doctor Mist), который ранее был отправлен на задание (проникнуть и внедриться в культ Феликса Фауста), но через некоторое время связь с ним пропала. Тревор просит собрать команду из тех людей, с которыми Джон работал ранее, он говорит, что они в Аргусе прозвали их команду Тёмная Лига справедливости. Стив просит, чтобы они нашли и спасли Доктора Мглу, а также остановили Феликса Фауста и нейтрализовали его источник силы. За их услуги Константину было обещано десять минут в Чёрной Комнате (секретном хранилище правительства, в котором хранятся мистических артефакты), когда миссия будет выполнена. Эндрю Беннетт и Чёрная Орхидея из Аргуса сопровождают Константина, Мертвеца и Затанну на миссию. По прибытии им удаётся победить Фауста, спасти Мглу, а также заполучить гиперкуб, который является восьмимерной картой к Книгам Магии (англ. Books of Magic). Константин отводит команду в Дом Тайн (англ. House of Mystery), чтобы решить, что делать дальше.
Беннетт принимает решение оставить команду, говоря, что он вернул должок, и просит Джона его больше не беспокоить. Но Константин в разговоре с Затанной сообщает, что он может вернуть любого обратно, так как они приняли его приглашение войти в Дом Тайн (это является одной из особенностью Дома Тайн). Участники Лиги оставляют Джона одного с кубом, он хочет его открыть, и неожиданно появляется Демоническая Троица (Абнегазер, Раш и Гаст), которой удаётся украсть карту и уйти. Троица направляется в Аргус, где в это время в камере сидит Фауст. В то время как они освободили, его появляется Тёмная Лига и вступает в бой с Фаустом и его демонами. Затанна и Мертвец продолжают бой, Константин наконец-то получает доступ к Чёрной Комнате и пытается найти нужный артефакт, чтобы победить Фауста.
В это время Мадам Ксанаду видит страшное будущее, в котором Джон завладел всеми Книгами Магии и уничтожает всё на своем пути, но Ксанаду видит, что к этому причастие кто-то ещё. Она отправляется в Лондон к Тиму Хантеру и просит его о помощи.

### Тёмная Лига справедливости (англ.Justice League Dark)
Наконец появляется Константин с посохом Мерлина и использует его против Фауста, который вынужден бежать, но Джон отправляется за ним в надежде вернуть карту. Когда он догоняет, Фауст терпит поражение, Константин забирает куб и открывает его. В это время Фауст рассказывает ему, что всё это было частью его зловещего плана и что Джон нарушил своё главное правило (работать в одиночку), но он оказался частью команды, в которой есть предатель. Доктор Мгла предаёт свою команду и говорит Джону, что другого пути нет, после чего выводит Джона из строя и скрывается через портал вместе с Фаустом. Но несмотря на то что Доктор Мгла вырубил Константина, он смог увидеть то место, куда они направляются. Команде снова приходится разделиться. Константин и Чёрная Орхидея возвращаются в Дом Тайн (в котором отправляются в Кровавую Топь в Готэме, так как дом может перемещаться сквозь Лимб), а Мертвец и Затанна отправляются в Перу, где находится храм Феликса Фауста. Тем временем Фауст, Мгла и ещё один таинственный человек в разговоре между собой упоминают, что Константин на самом деле увидел ложную карту, после чего открывают куб и видят, что книги находятся в Нанда Парбат.
В Кровавой Топи Константин и Чёрная Орхидея сталкиваются с Чёрным Борисом и понимают, что всё это на самом деле была уловкой Фауста, но в то же время Джон осознаёт, что он не смог бы так всё хорошо спланировать в одиночку. Тем временем Затанна попадает в заложники к Доктору Мгле, Фаусту и Нику Некро (появление которого оказалось небольшим шоком для Затанны, так как она сама отправила его в ад). Фауст отправляется за Тимом Хантером, потому что им не удастся контролировать книги, пока Тим жив. Но Ксанаду успевает спасти мальчика. Константин, Чёрная Орхидея и Мертвец собираются вместе и начинают преследовать Некро, но Мгле удаётся сбить Джона с курса. Они оказываются где-то посреди пустыни Сахара, в это время появляется Франкенштейн и Тим с Ксанаду, которая говорит Джону, что их преследует Фауст.
Некро, Мгла и их заложница прибывают в Нанда Парбат, чтобы наконец-то найти книги. Тем временем Константин и его команда также направляются в Парбат, но по пути Джон с помощью одного магического аметиста призывает Принцессу Амайю, которая восстанавливает магию Тиму Хантеру (ранее Тим сам изгнал из себя магию и больше не обладал никакой силой). Лига прибывает и видит, что их ожидает армия, Константин говорит, что им потребуется помощь, и призывает вампира Эндрю Беннетта. Команда успешно разбирается с людьми Фауста и отправляется за Некро и другими. Некро предлагает сделку Константину: он убивает мальчика, а взамен получает Затанну. Джон соглашается и ломает мальчику шею (на самом деле это была уловка, Чёрная Орхидея приняла облик мальчика), Некро подходит к книге и берёт, но его поражает разряд, и Лига хватает его.

## Участники
- Эндрю Беннет (англ. Andrew Bennett) — вампир. Становится участником Тёмной Лиги справедливости в качестве одолжения Константину[4]. Покинул команду в 14 выпуске[5], вновь вернулся в 35[6].
- Чёрная Орхидея (англ. Black Orchid) — Альба Гарсия. Агент, который работал под руководством Стива Тревора[5]. Появляется в 9 выпуске[7]. Покинула команду в 30 выпуске.
- Доктор Мгла (англ. Doctor Mist) — сверхъестественный эксперт и консультант из А.Р.Г.У.С.'а, его задача заключается в том, чтобы вместе с Чёрной Орхидеей следить за Константином. Позже показано, что он шпион Феликса Фауста[8]. Мист пытается искупить свою вину, открыв портал в другое измерение, чтобы спасти Тима Хантера и Затанну. Вступил в 9 выпуске[7] и оставил команду после того, как выяснилось, что он работал на Фауста в 11 выпуске.
- Франкенштейн (англ. Frankenstein) — образованное существо, созданное Виктором Франкенштейном.[9] Он сначала помогает команде в Justice League Dark Annual №1. Он принимает решение остаться с командой в 14 выпуске из-за чувства ответственности за Затанну и Тима Хантера[5]. Он был захвачен в рамках Проекта Фауматоны для Преступного Синдиката. Покинул команду в 30 выпуске.
- Джон Константин (англ. John Constantine) — маг из Ливерпуля. Стал лидером команды в 9 выпуске[7]. Перестал быть лидером команды в 30 выпуске, а место лидера занимает Затанна.
- Мертвец (англ. Deadman) — призрак убитого акробата, который может вселяться в тела различных существ. Изначально был представлен в комиксе Strange Adventures № 205.
- Мадам Ксанаду (англ. Madame Xanadu) — мистик и гадалка. Изначально была представлена в Doorway to Nightmare. Появилась в событиях эпизодов «Один год спустя» и «Флэшпоинт». Ранее появлялась с Джоном Константином в мини-серии Books of Magic, где у них напряжённые отношения из-за того, что Джон обманул её в прошлом. Была захвачена в рамках Проекта Фауматоны для Преступного Синдиката.
- Искривление Разума (англ. Mindwarp) — оригинальный персонаж, был создан Питером Миллиганом для событий эпизода «Флэшпоинт»[10]. Он был участником Тайной семёрки. Джей молодой человек, который обладает такими способностями, как телепатия и астральная проекция. Введён в 3 выпуске[11], покинул команду в 5[12]. Он был убит в Trinity of Sin: The Phantom Stranger #15 Феликсом Фаустом и Ником Некро во время тестирования проекта Фауматон[13].
- Медсестра кошмара (англ. Nightmare Nurse) — присоединилась, чтобы помочь в сражении с Мраком в эпизоде «Зло навсегда». Таинственная женщина, которая обладает способностью залечивать даже самые тяжкие мистические или сверхъестественные раны.
- Пандора (англ. Pandora) — одна из Троицы Греха, присоединилась к команде, чтобы помочь в сражении с Мраком в эпизоде «Зло навсегда». Покинула команду в 29 выпуске.
- Призрачный странник (англ. Phantom Stranger) — один из Троицы Греха, который присоединился к команде, чтобы помочь в сражении против Мрака в эпизоде «Зло навсегда».
- Принцесса Амайя (англ. Princess Amaya) — принцесса из мира Нила и главный герой эпизода «Sword of Sorcery». Призвана на Землю, чтобы попытаться вернуть магию Тиму Хантеру в Justice League Dark Annual #1[9]. В последний раз появилась в 14 выпуске[5]. После этого вернулась в Нила[14].
- Рэйвен (англ. Raven) — наполовину демон, наполовину человек, которая является дочерью Тригона. Она была приглашена Затанной в эпизоде «Зло навсегда».
- Шейд, Изменчивый человек (англ. Shade, the Changing Man) — герой, обладающий силой изменять реальность. Он также был членом Тайной семёрки в эпизоде «Флэшпоинт»[15]. Его задача — собирать команду по приказу Мадам Ксанаду[16]. Покинул команду в 8 выпуске после потери контроля над М-Вест[17].
- Болотная тварь (англ. Swamp Thing) — впервые помог команде в сюжетной линии «Город Ужасов», выпуски 19—21[18], также продолжает помогать им в борьбе с Мраком.
- Тимоти Хантер (англ. Timoty Hunter) — впервые введён в 11 выпуске[8]. Владеет Книгами Магии. Он отдал свою магию, чтобы спасти отца, но она возвращена, когда он пожал руку Аметисту. Тимоти решает остаться в другом измерении в качестве короля-волшебника вместе со своим отцом, в конце 18 выпуска[19].
- Затанна (англ. Zatanna) — волшебница. У неё ранее были романтические отношения с Джоном Константином.[11][20] Покинула Тёмную Лигу справедливости после 18 выпуска.[19][21] Была захвачена в рамках Проекта Фауматоны для Преступного Синдиката. Стала лидером команды в 30 выпуске.
- Зауриил (англ. Zauriel) — ангел, который является хранителем Небес. Присоединился к команде, чтобы помочь в сражении против Мрака в эпизоде «Зло навсегда».